# Jordi Julià i Garriga
Jordi Julià i Garriga (Sant Celoni, Vallès Oriental 1972) és un poeta català. Doctor en Teoria de la Literatura i Literatura Comparada per la UAB, on exerceix de professor des de 1995.
A banda de publicar estudis i articles especialitzats en literatura i crítica literària, és autor, entre d'altres, dels assaigs Un segle de lectura (2002) i Modernitat del món fungible (2006), així com dels poemaris Els grills que no he matat (1998), amb el que es va endur el Premi de poesia Màrius Torres, Murs de contenció (2004) i Hiverns suaus (2005). En l'actualitat és membre dels projectes d'investigació Poesia catalana i espanyola (1975-2005) i Entre l'art, la literatura i la política: edició de l'obra castellana d'Eugeni d'Ors. Té el premi Dámaso Alonso d'investigació filològica de Santiago de Compostel·la 2002, per La perspectiva contemporánea i el premi Internacional de Ensayo Siglo XXI de Mèxic 2003, per La mirada de Paris.

## Obres

### Poesia
- Els grills que no he matat, 1998
- Tornar el dilluns, 2002
- Els derrotats: antologia de poetes morts, 2003
- Mirades, 2004
- Murs de contenció, 2004
- Hiverns suaus, 2005
- Versos, 2006
- De dioses y bestias/De déus i bèsties, 2006
- Sota la llum de Mart, 2006
- Principi de plaer, 2007 (Premi Vicent Andrés Estellés de poesia, 2006)
- Els déus de fang, 2007
- Planisferi lunar, 2008
- Circumstàncies adverses, 2011
- Poètica per a un ninot, 2011
- Gent forastera, 2012
- Post-Its, 2016 (Premi Rosa Leveroni de poesia, 2015)
- Les raons de Will, 2018
- Elegia d'agost, 2021
- L'estranya terra, 2022

### Estudis literaris
- Al marge dels versos: estudis sobre la forma i la percepció poètiques, 1999
- Un segle de lectura, 2002
- La perspectiva contemporánea. 2003,Publicacions de la Universitat de Santiago de Compostela.
- El poeta sense qualitats, 2004
- La crítica de Gabriel Ferrater, 2004
- La mirada de Paris . 2004, Siglo XXI
- Modernitat del món fungible, 2006
- Arts de poeta. Poesia i relacions intertextuals (amb Pere Ballart i Fernández), 2007
- L'art imaginatiu. Les idees estètiques de Gabriel Ferrater, 2007
- Poètica de l'exili: l'elegia contemporània en la lírica catalana de postguerra. 2011, Lleonard Muntaner editor.
- L'abrupta llengua. Mercè Rodoreda, una poeta a l'exili. 2013, Eumo editorial
- L'ofici i el do, 2014
- Poesia i identitat. Lírica contemporània i formes de despersonalizació. 2016, Institució Alfons el Magnànim, València. Premi València d'Assaig 2016.
- La prosa de Màrius Torres (amb Pere Ballart i Fernández), 2017, Edicions Universitat de Barcelona.
- Els cants de l'èxode. Figuracions poètiques de l'exili republicà de 1939. 2016, Documenta universitària
- L’Odissea de Mercè Rodoreda. 2022, Eumo Editorial.

## Premis i reconeixements
- 1997: Premi de poesia Màrius Torres.
- 2003: Premi de poesia Comas i Maduell per Murs de contenció.
- 2005: Flor natural als Jocs Florals de Barcelona per Hiverns suaus[1][3]
- 2006: Premi Vicent Andrés Estellés per Principi de Plaer
- 2006: Premi de Poesia Miquel Martí i Pol (Cerdanyola) per Sota la llum de Mart
- 2011: Premi Ciutat de Palma- Joan Alcover per Gent Forastera
- 2014: Premi Antoni Maria Alcover d'Assaig per L'ofici i el do.
- 2015: Premi Rosa Leveroni de poesia per Post-Its.
- 2016: Premi València d'Assaig de la Institució Alfons el Magnànim per Poesia i identitat. Lírica contemporània i formes de despersonalització.
- 2022: Premi Altea d’Assaig i investigació per Perdre l’escriure. Cròniques particulars del món de les lletres (2006-2013)''[4]
- 2022 Premi d'assaig Ricard Torrents Bertrana per L’Odissea de Mercè Rodoreda[5]